# 康布麻曲
康布麻曲，又名康布曲、卓木麻曲（藏語：གྲོ་མོ་མ་ཆུ，威利转写：Gro mo ma chu，意为「旋转、急流的深谷之主河」）、绰莫麻曲、卓莫麻曲、春丕河、亚东河，是布拉馬普特拉河支流托爾薩河的上段，自中国向南流出后改称阿莫河（曲）。

## 概况
康布麻曲發源於中国西藏自治區日喀則市亞東縣的堡洪里峰東側山麓（聋木加东山峰以东），向南流經康布乡至亚东县縣治下司马镇，沿途納入支流帕里曲、唐嘎普曲後，續流經下亞東鄉右纳洞朗曲後進入不丹境內并改称阿莫河，在不丹南流於彭措林附近流入印度境內，改稱托爾薩河。